# Linhas de Mees
Linhas de Mees ou linhas de Aldrich-Mees, também chamadas de leuconíquia estriada, são linhas brancas de descoloração nas unhas dos dedos das mãos e dos pés.
Aparência

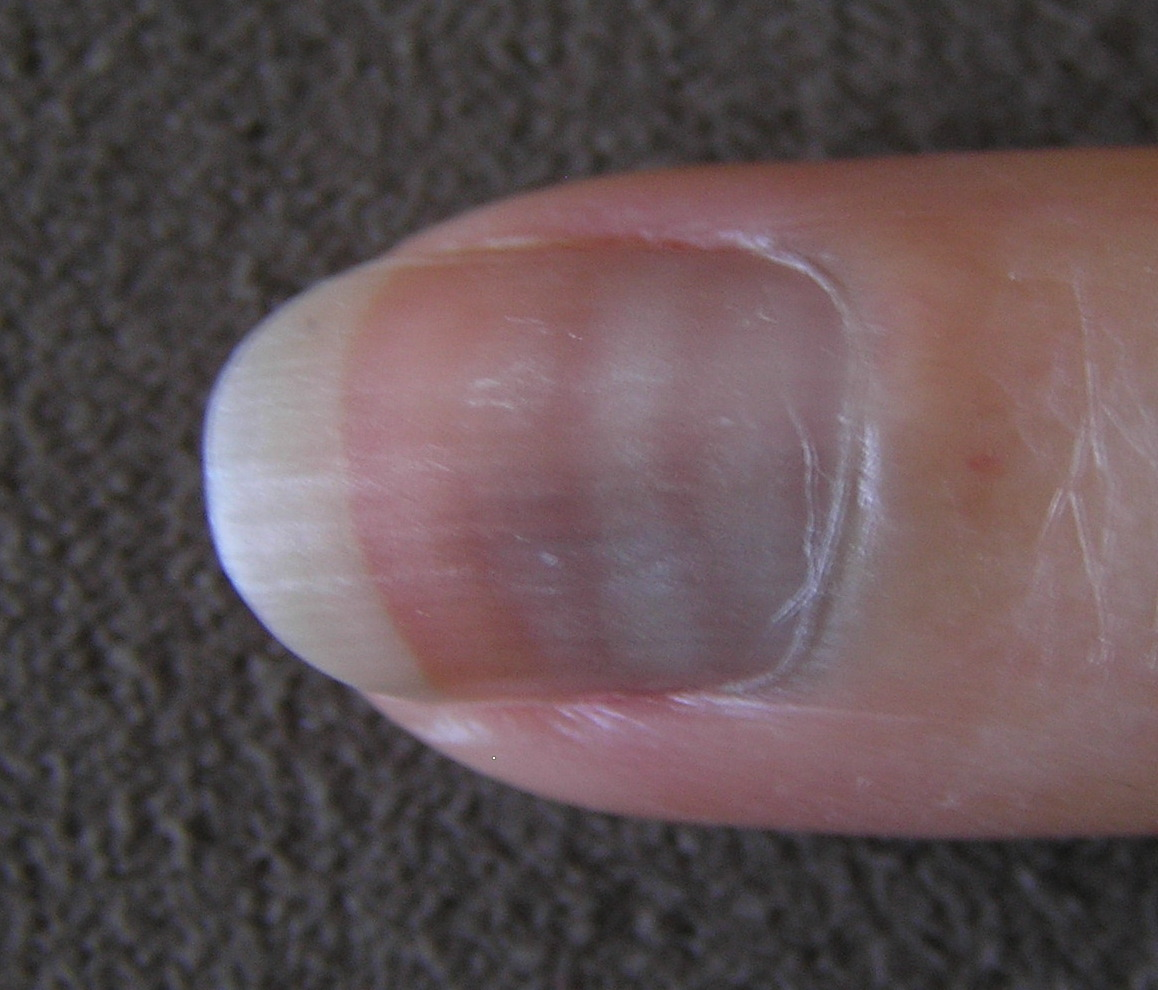
Linhas de Mees

Normalmente são faixas brancas transversais, cruzando a largura da unha. Conforme a unha cresce, movem-se para a extremidade até desaparecerem quando as unhas são cortadas.
Causas
As linhas de Mees aparecem depois um episódio de envenenamento por arsênico, tálio ou outros metais pesados. Ocorrem também se o indivíduo tem de insuficiência renal. São ainda observadas em pacientes que estão sendo submetidos a tratamento por quimioterapia.
História
Embora o fenômeno tenha o nome do médico holandês R.A. Mees, que descreveu a patologia em 1919, existem descrições anteriores da mesma anormalidade, feitas pelo inglês E.S. Reynolds em 1901 e pelo norte-americano C.J. Aldrich em 1904.